# عالمية

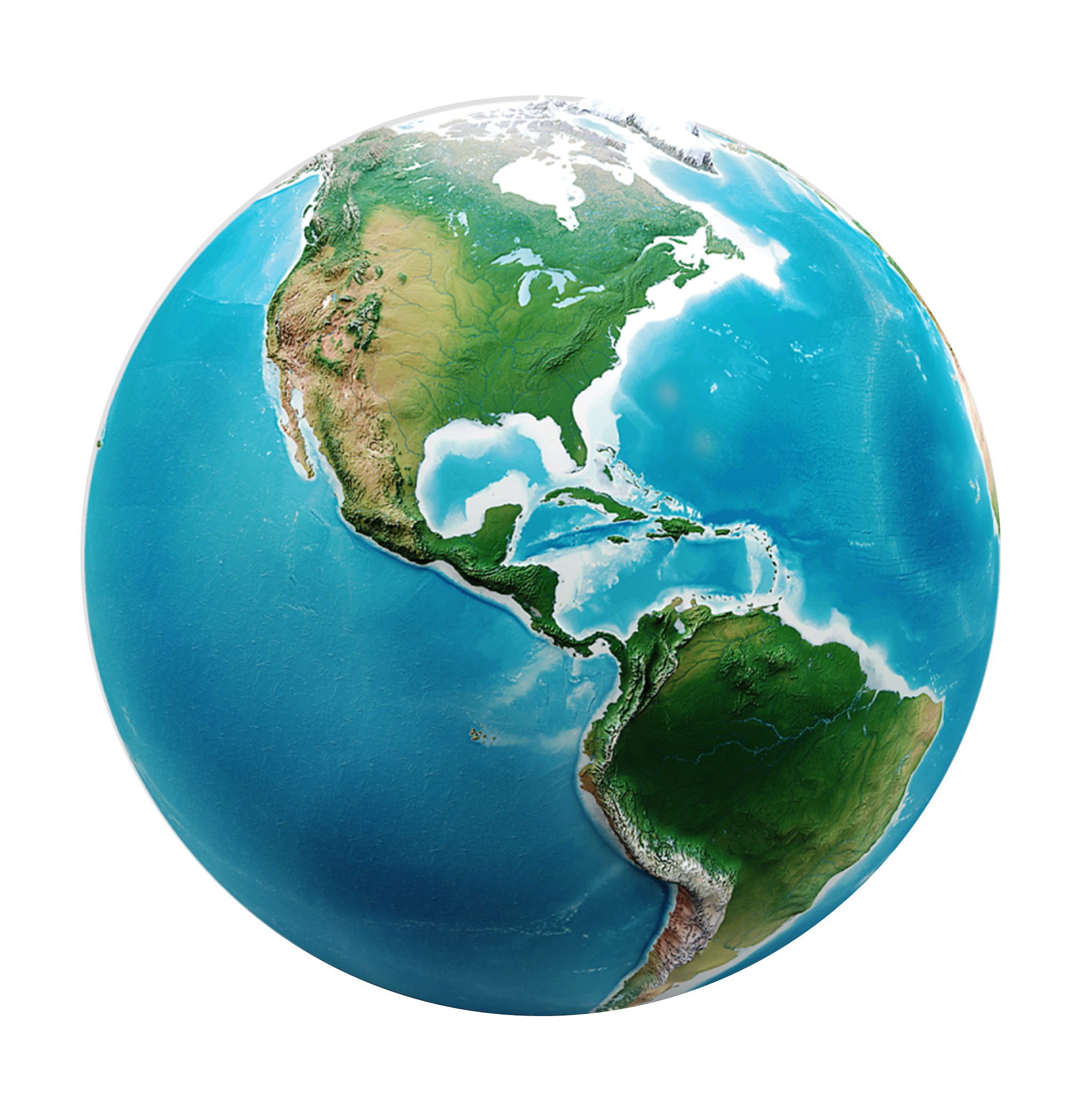

العالمية (بالإنجليزية: Globality)‏ هي إدراك العالم على أنه مكان واحد. وهي مفهوم أدخله في العلوم الاجتماعية عالِم الاجتماع البريطاني رولاند روبرتسون، مفهوم يعبر عن انتشار وتعمُّق الوعي بالعالم كله بصفته وحدة واحدة، فيكون مِن ثَم جانبًا ظاهِراتيًّا للعولمة، التي عرَّفها روبرتسون بأنها «ضغْط العالم وتكثيف الوعي به جملةً» (روبرتسون 1992، ص 34).
كانت «العالمية» في تعريفاتها السابقة اسمًا يدل على مجرد كون الشيء عالميًّا، وأما روبرتسون فمنحها تعريفًا علميًّا محدَّدًا.

## العالمية في دراسات الأعمال
يستعمل أمثال دانيل يرغين من النقاد الخبراء مفهوم العالمية للتنبؤ بالوضع النهائي للعولمة، وهو وضع افتراضي تكون فيه عملية العولمة كاملة أو شبه كاملة، فتَسقط الحواجز ويظهر «واقع عالمي جديد».
بدأ استعمال مفهوم «العالمية» مؤخرًا في دراسات الأعمال على أنه وصف للوضع التنافسي الراهن للتجارة العالمية. في كتاب «العالمية: منافسة الجميع في كل شيء من كل مكان» (صدر في 11 يونيو 2008، من تأليف: هال سيركين وجيم هيميرلينغ وأرِندام باتتشاريا) تفصيل لكيف أن الشركات ‹المنافِسة› الخارجة من الاقتصادات السريعة النمو تتفوق بقوة وابتكار على دول قائمة بالفعل.
يرى سيركين أن للعالمية 3 خصائص رئيسة في مجال التجارة والأعمال:
1. تحوُّل بنيوي كبير في تدفق التجارة: شركات من جميع أنحاء العالم تتنافس الآن في «كل شيء»، الزبائن والمورِّدين والشركاء ورأس المال والملْكية الفكرية والمواد الخام وأنظمة التوزيع وتقنيات التصنيع، والمواهب طبعًا فوق كل شيء. وفي هذا التنافس الشامل تتدفق المنتجات والخدمات من مواقع عديدة إلى وجهات عديدة.
2. انهيار التسلسل الهرمي للقوة والنفوذ التجاريَّين: تبتعد القوة عن مراكز النفوذ التقليدية في الأسواق المتطورة بالولايات المتحدة وأوروبا واليابان، إذ تتخذ شركات الاقتصادات السريعة النمو مراكز قيادية في الأسواق العالمية، فتَضطر الشركات القيادية الحالية إلى التنافس وفق قواعد جديدة.
3. ظهور تجارات وأعمال وممارسات أنسب لبيئة تجارية عالمية لامركزية. ولِتنجح الشركات القيادية في التنافس في عالم تغلُب عليه العالمية، تُضطر إلى التعلم من الشركات المنافِسة الخارجة من الأسواق النامية. وأما الممارسات فتشمل: تحويل الأتْمتة واتخاذ القرار خارجًا إلى العمليات الساتلية، وإعادة توزيع الأصول لخلق تجارة وأعمال في المناطق النامية، والتوسع السريع إلى أسواق جديدة لمواءمة أحجام الشركات المنافِسة وسرعة نموها.